# 에밀리 데이비슨
에밀리 와일딩 데이비슨(영어: Emily Wilding Davison, 1872년 10월 11일 ~ 1913년 6월 8일)은 20세기 초 영국에서 여성들을 위해 투표를 위해 싸운 영국의 여성 참정권 운동가였다. 여성사회정치연합(WSPU)의 일원이자 자신을 위한 투쟁가였던 그녀는 9차례 체포되었고, 7차례 단식투쟁을 벌였으며, 49차례 강제급식을 당했다. 그녀는 1913년 더비에서 조지 5세의 말 안머에게 맞아 사망했다.
데이비슨은 중산층 가정에서 자랐으며, 교사와 가정교사로 일하기 전에 런던의 로열 할로웨이 칼리지와 옥스퍼드의 세인트 휴스 칼리지에서 공부했다. 1906년 11월 WSPU에 가입했고, 행진 중에 조직의 임원과 수석 스튜어드가 되었다. 그녀의 전술은 창문을 부수고, 돌을 던지고, 우체통에 불을 지르고, 폭탄을 설치하고, 1911년 인구 조사의 밤을 포함하여 웨스트민스터 궁전에서 하룻밤을 숨어 지내는 것을 포함하여, 그녀의 전투적인 행동으로 조직에서 곧 알려지게 되었다. 1913년 6월 14일에는 WSPU가 그녀의 장례식을 주관했으며, 5,000명의 여성 참정권자들과 그들의 지지자들이 그녀의 관에 동행했고, 50,000명의 사람들이 런던을 지나는 길에 줄을 섰다.
데이비슨은 확고한 여성주의자이자 열정적인 기독교인이었고 사회주의가 선을 위한 도덕적, 정치적 힘이라고 생각했다. 그녀의 삶의 많은 부분이 그녀의 죽음의 방식을 통해 해석되어 왔다. 그녀는 더비에서 무엇을 할 계획인지에 대한 사전 설명을 하지 않았고 그녀의 동기와 의도의 불확실성은 그녀가 역사에 의해 어떻게 평가되어 왔는지에 영향을 미쳤다. 사고, 자살, 왕의 말에 여성용 깃발을 꽂으려는 시도 등 여러 이론이 제시되었다.